# Golamo Asenowo
Golamo Asenowo (bułg. Голямо Асеново) – wieś w południowej Bułgarii, w obwodzie Chaskowo, w gminie Dimitrowgrad.